# Смертная казнь на Кипре

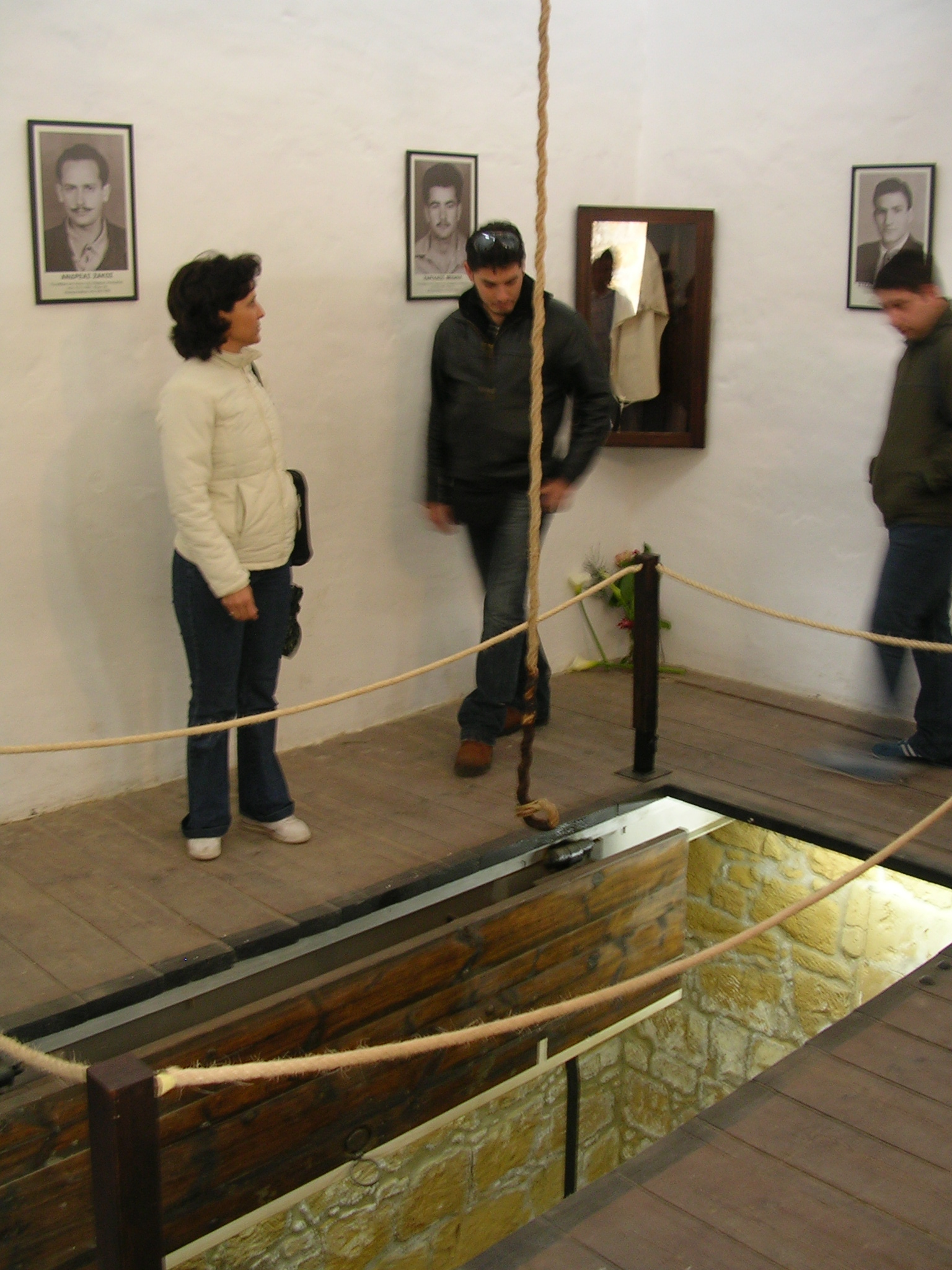
Виселица для осуществления смертной казни через повешение в музее Центральной тюрьмы Никосии. 2006 год

Смертная казнь на Кипре была отменена в обычном судопроизводстве 15 декабря 1983 года, полностью — 19 апреля 2002 года. В настоящее время в качестве альтернативы смертной казни введено пожизненное лишение свободы.
Кипр входит в число сторон, подписавших Второй Факультативный протокол к Международному пакту о гражданских и политических правах, направленный на отмену смертной казни, принятый Генеральной Ассамблеей ООН 15 декабря 1989 года. Первоначально государство оставило за собой право осуществлять применение смертной казни за тяжкие преступления в военное время, однако впоследствии отменило эту оговорку.
В последний раз на Кипре смертная казнь была применена в отношении Хамбиса Захарии, Михаила Хилетикоса и Лазариса Деметриу 13 июня 1962 года за убийства в единственной на всё государство Центральной тюрьме Никосии. Захария убил мужчину в одном из лимасольских виноградников четырьмя годами ранее, в 1958 году. Хелетикос и Деметриу были осуждены за убийство мужчины там же, в Лимасоле, в 1961 году. Смертная казнь через повешение была осуществлена прибывшими из Великобритании палачами Гарри Алленом и Джоном Андерхиллом.
Ещё в период существования на территории острова Кипр коронной колонии Великобритании, в 1956—1957 годах смертная казнь через повешение также была осуществлена в отношении 9 мужчин, входивших в состав подпольной организации греков-киприотов ЭОКА. В настоящее время Центральная тюрьма Никосии продолжает функционировать, однако в той её части, в которой производилось осуществление смертной казни через повешение, в настоящее время располагается музей.
На территории непризнанного государства Турецкая Республика Северного Кипра смертная казнь предусмотрена. Так, согласно статье 15 Конституции Турецкой Республики Северного Кипра смертная казнь может применяться в случае государственной измены в военное время, пиратства jus gentium и за неоднократные убийства. Однако даже в таких случаях смертная казнь может быть применена лишь в случае принятия соответствующего решения членами парламента согласно статье 78 Конституции Турецкой Республики Северного Кипра. По состоянию на 2015 год зарегистрированных случаев применения смертной казни не было.